# Peonia (Kentucky)
Peonia ist eine Unincorporated Community im Grayson County des US-Bundesstaates Kentucky. Der Ort liegt etwa zwei Kilometer nordöstlich von Meredith. Die wenigen Häuser des Ortes erstrecken sich an der Peonia Road (Kentucky Route 88) und der dort abzweigenden, nach Meredith führenden St. Anthony Road (Kentucky Route 226).